# Bretten

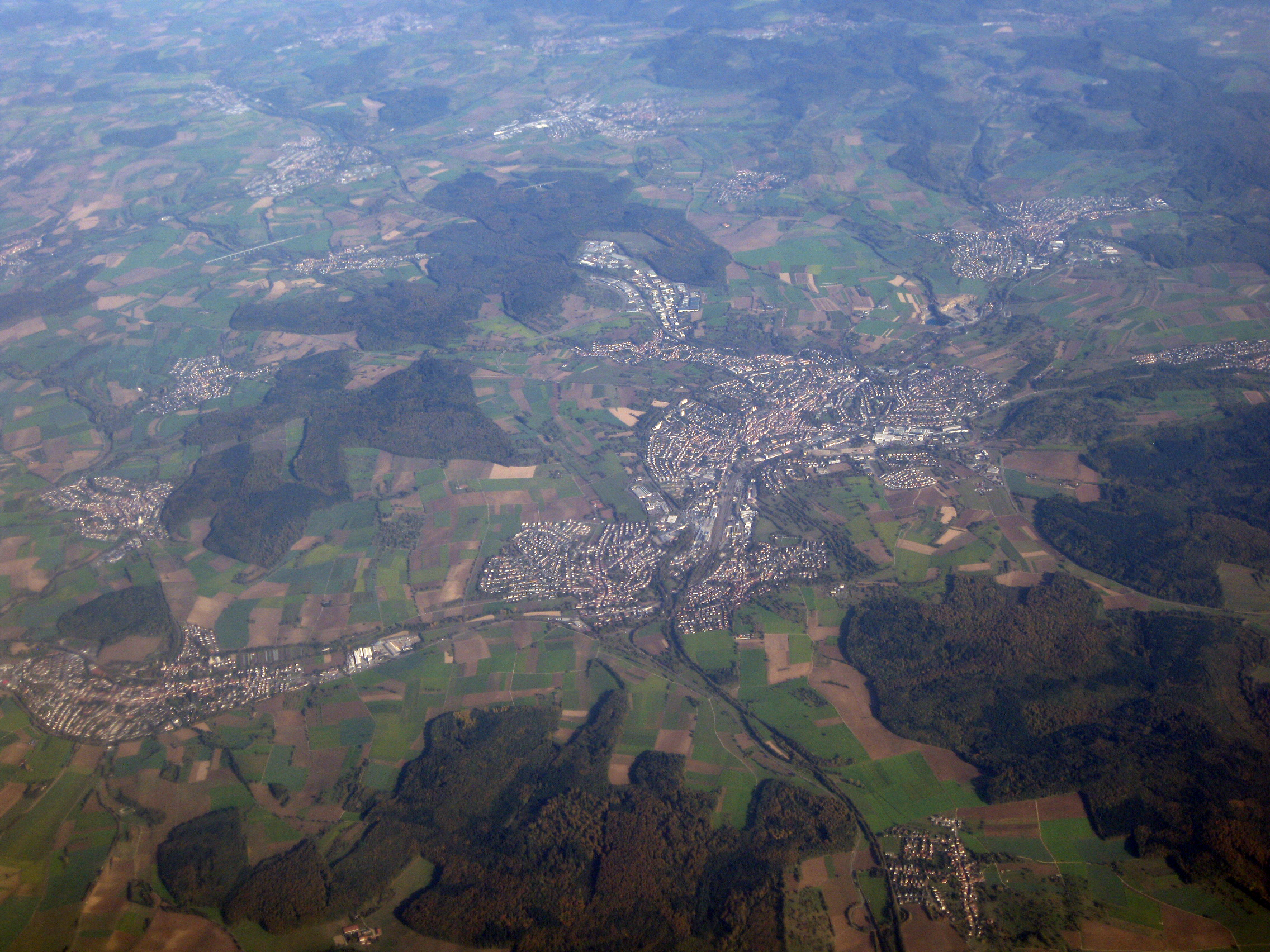
Luftbild von Westen nach Osten

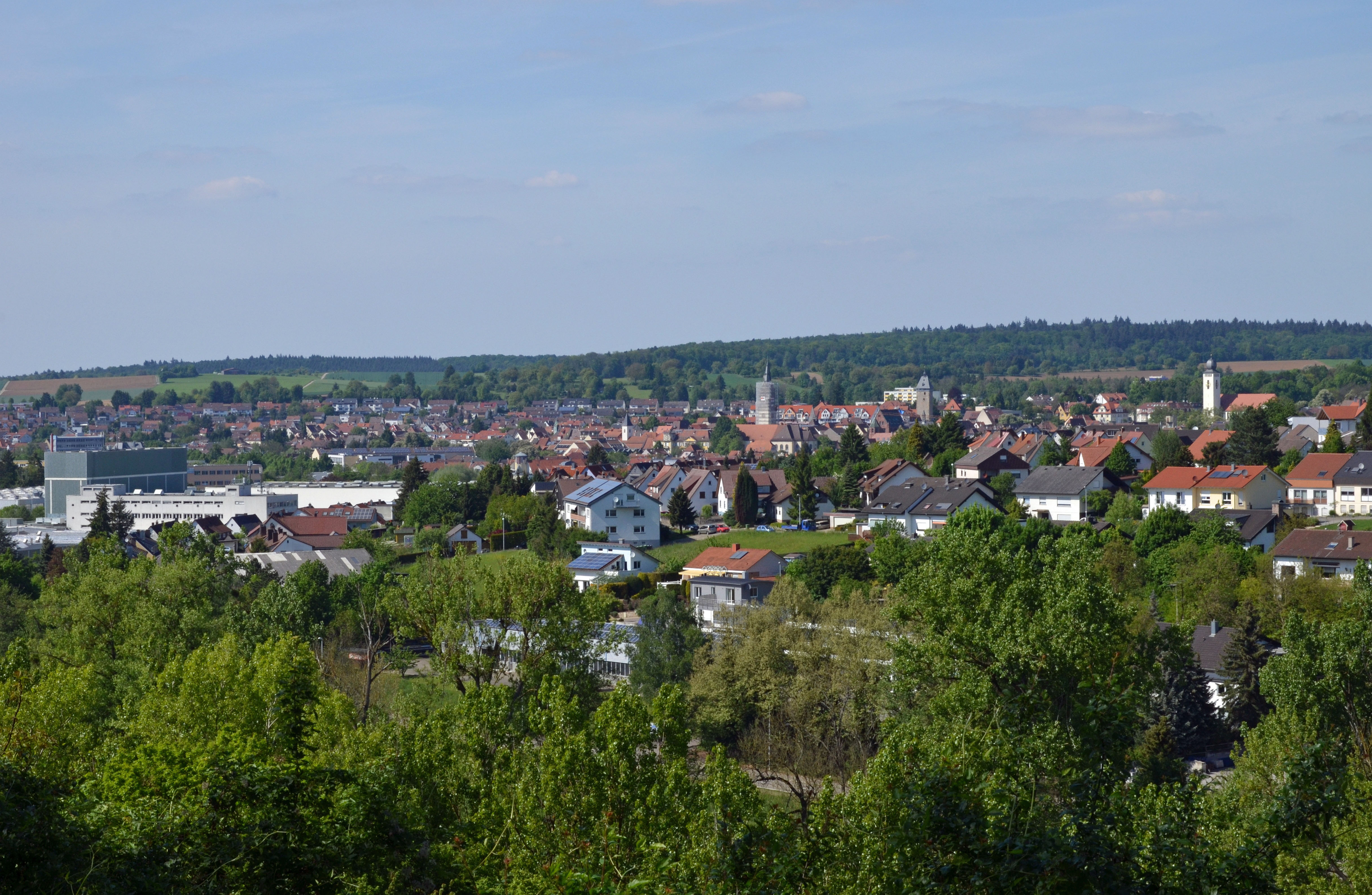
Blick auf Bretten vom Burgwäldle

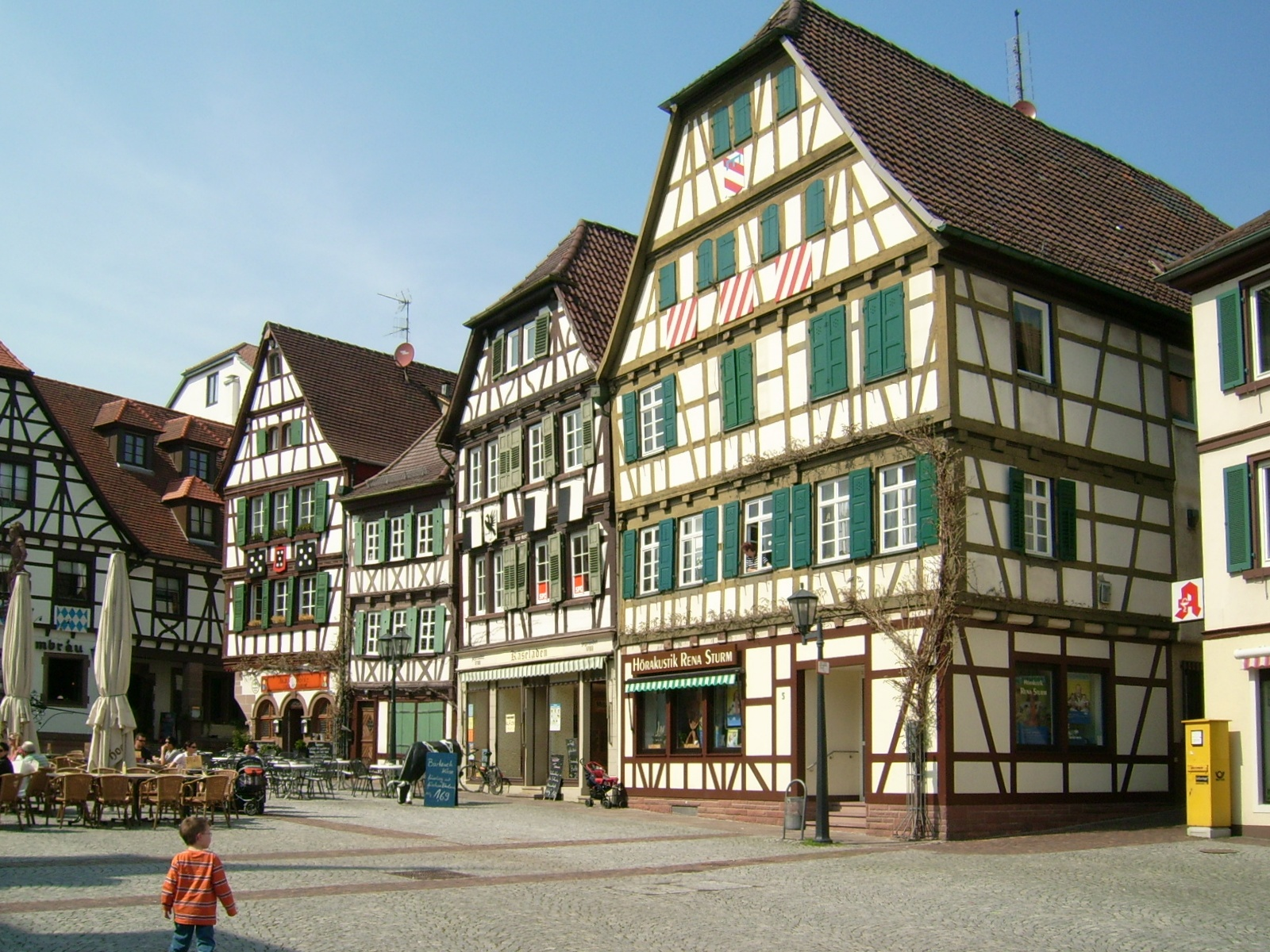
Marktplatz

Bretten (offizielle Zusatzbezeichnung seit 1. Oktober 2023: Melanchthonstadt) ist eine Stadt im westlichen Kraichgau, etwa 23 km nordöstlich von Karlsruhe in Baden-Württemberg. Sie ist nach Bruchsal und Ettlingen die drittgrößte Stadt des Landkreises Karlsruhe und bildet ein Mittelzentrum für die umliegenden Gemeinden. Seit 1. Januar 1975 ist Bretten Große Kreisstadt. Mit der Nachbargemeinde Gondelsheim hat Bretten eine Verwaltungsgemeinschaft vereinbart. Berühmtester Sohn der Stadt ist der Kirchenreformator und Luther-Zeitgenosse Philipp Melanchthon.

## Geographie

### Lage

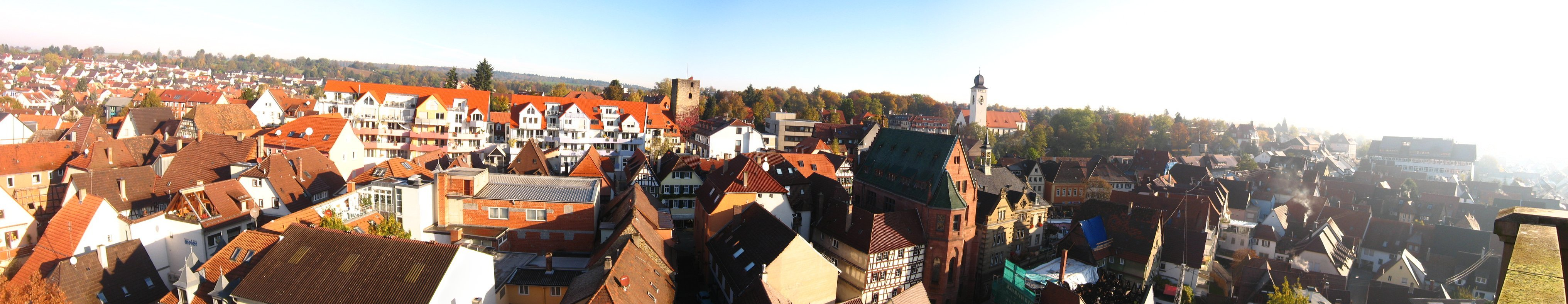
Blick vom Stiftskirchenturm auf die nördliche Kernstadt

Bretten liegt im Kraichgau auf der Wasserscheide zwischen Walzbach und Saalbach im Südwesten bis ins Kraichbachtal im Nordosten. Die Stadt liegt etwa 17 km nördlich von Pforzheim und 39 km südwestlich von Heilbronn.
Das Saalbachtal ist seit dem Mittelalter die südliche Hauptverkehrsachse durch den Kraichgau (die Nördliche führt über Sinsheim) zwischen dem Odenwald im Norden und dem Schwarzwald im Süden von Norden/Nordwesten/Westen nach Südosten. In ihm verlaufen die wichtige B 35 und die Eisenbahnstrecke nach Stuttgart.

### Nachbargemeinden
Folgende Städte und Gemeinden grenzen an die Stadt Bretten. Sie werden im Uhrzeigersinn beginnend im Osten genannt: Knittlingen, Neulingen und Königsbach-Stein (alle Enzkreis) sowie Walzbachtal, Gondelsheim, Bruchsal, Kraichtal und Oberderdingen (alle Landkreis Karlsruhe).

### Stadtgliederung
Das Stadtgebiet Brettens bilden die Kernstadt sowie die neun Stadtteile Bauerbach, Neibsheim und Büchig im Norden, Diedelsheim, Rinklingen und (etwas entfernt) Dürrenbüchig im Westen, Gölshausen im Nordosten sowie Ruit im Süden und der kleinste Brettener Stadtteil Sprantal im Südwesten.
Zum Stadtteil Bauerbach gehört das Haus Hagenmühle. Zur Kernstadt Bretten gehören der Weiler Hetzenbaumhöfe, die Orte Kupferhälde und Ölmühle im Ruiter Tal (vormals Sägmühle), die Mühle Bergmühle und die Höfe Salzhofen und Schwarzerdhof. Zum Stadtteil Rinklingen gehören die Häuser Beim Bahnhof Bretten, Reiterle und Talmühle. Zum Stadtteil Ruit gehören der Weiler Rotenbergerhof und das Haus Talmühle.
In Bretten aufgegangen ist die Ortschaft Weißhofen, des Weiteren liegt im Gebiet der Kernstadt die Flur Geilsheimer Wiesench, deren Name auf eine Wüstung schließen lässt. Im Stadtteil Büchig bei Bretten und teilweise auch in der Stadt Kraichtal liegt die Wüstung Giegelnberg. Im Stadtteil Neibsheim liegt die Wüstung Randelstein.
Innerhalb der Kernstadt werden noch Wohngebiete mit eigenem Namen unterschieden, die von den ursprünglichen Flur- oder Landschaftsnamen abgeleitet werden (zum Beispiel Hausertal, Kupferhälde, Rechberg oder Wanne).

### Raumplanung
Bretten bildet ein Mittelzentrum am Ostrand des Verbands Region Karlsruhe, deren Oberzentrum die Stadt Karlsruhe ist. Zum Mittelbereich Bretten gehören neben der Stadt Bretten noch die Gemeinden Gondelsheim, Kürnbach, Oberderdingen, Sulzfeld und Zaisenhausen des Landkreises Karlsruhe sowie das zum Landkreis Enzkreis gehörende Knittlingen.

### Geologie
Die Altstadt Brettens (etwa 170 m) liegt im Kraichgau auf einer nach Süden exponierten Hangverflachung einer relativ breiten Talmulde, die sich hier beim Zusammenfluss der Flüsschen Salzach (von Süden) und Weißach (von Osten) tektonisch unterstützt gebildet hat. Salzach und Weißach bilden ab Bretten die Saalbach, die bei Bruchsal in das Oberrheinische Tiefland eintritt und bei Philippsburg in den Rhein fließt. Die Nähe des Rheins führte zu hoher Reliefenergie, die dem Teil des Kraichgaus um Bretten herum zu einem abwechslungsreichen Landschaftsbild, dem „Brettener Hügelland“, verhalf. Sein Charakteristikum ist die gewöhnlich bis etwa 200 cm mächtige Lössdecke auf Muschelkalk („verdeckter Karst“), die aber durch Bodenerosion erheblich gefährdet ist. Die Flurbereinigung hat einige wenige Hohlwege bestehen gelassen. Der südliche Gemarkungsbereich zeigt noch in Teilen das Landschaftsbild des offenen Karstes mit Dolinen und Schlucklöchern (meistens unter Wald) und der Heckenlandschaft in der offenen Flur. Zwischen Bretten und Pforzheim befindet sich um den Katharinentaler Hof eine der größten Uvalas.

### Schutzgebiete
Insgesamt 839,5 Hektar der Gemeindefläche stehen in elf Landschaftsschutzgebieten unter Schutz. Von Norden nach Süden sind dies:
- Bauerbach- und Kraichbachtal
- Seegrund
- Kalkofen
- Streuobstwiesen zwischen Bauerbach und Flehingen
- Brettener Kraichgau (Lohnwald und Talbachniederung Neibsheim, Kuckucksberg und Aspe Büchig, Waldwingert Bauerbach, Großmulte Gölshausen, Weinberg Dürrenbüchig, Sprantal und Salzachtal Ruit)
- Gölshausener Niederung
- Weckerlesbrünnle
- Diedelsheimer Talaue
- Kupferhälde
- Rechberg
- In den Brunnenwiesen

Darüber hinaus hat Bretten mit sieben Teilgebieten Anteil am FFH-Gebiet Mittlerer Kraichgau. Der Südosten der Gemeindefläche ist zudem Teil des Naturparks Stromberg-Heuchelberg.

## Geschichte

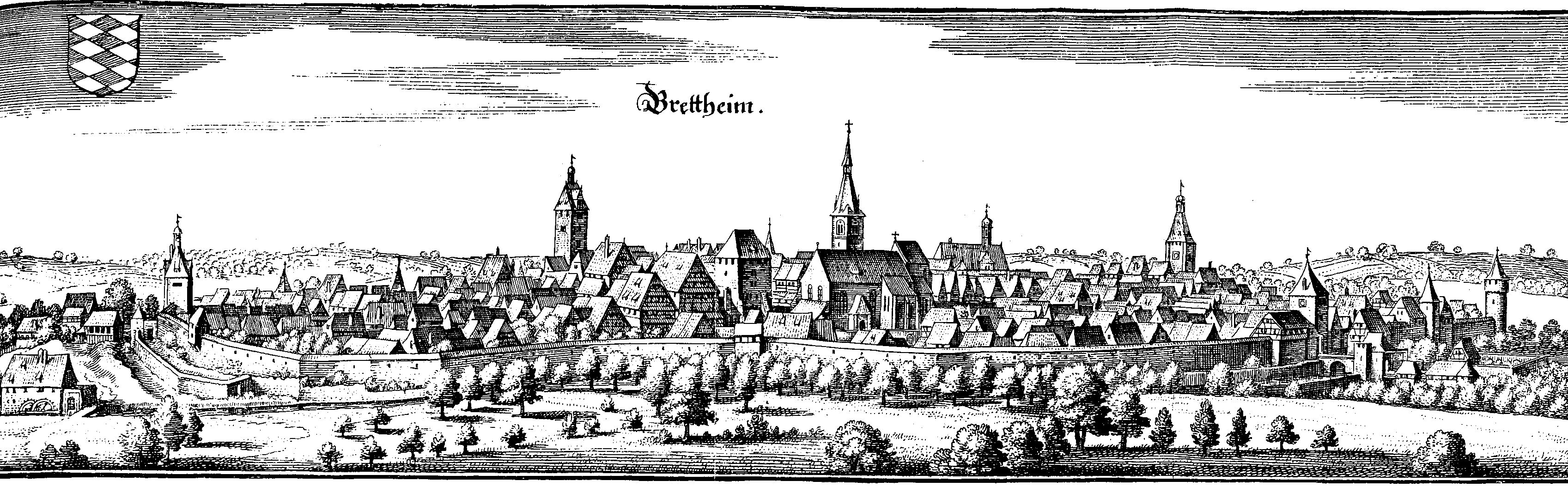
Bretten 1645 auf einem Kupferstich von Matthäus Merian

### Daten zur Stadtgeschichte
- 767 Erwähnung als Villa Breteheim im Lorscher Codex.
- 12. Jahrhundert Bretten ist Vorort der Kraichgaugrafen von Lauffen und wird um 1120 Marktflecken.
- 1158 gelangt die Siedlung an die Grafen von Eberstein.
- 1254 erstmalige Erwähnung Brettens als „Stadt“.
- 1349 kommt Bretten als Reichspfandschaft zur Kurpfalz, pfälzischer Vogt des Oberamtes Bretten wird unter anderem Weiprecht I. von Helmstatt
- 1492 verleiht Pfalzgraf Philipp Bretten vier Jahrmärkte.
- 1497 wird Philipp Melanchthon im Haus seines Großvaters Johann Reuter am Brettener Marktplatz geboren. Er war ein bedeutender Humanist und Mitreformator an Seiten Luthers.
- 1500 Die Kurpfalz wird ein Teil des Kurrheinischen Reichskreises.
- 1504 wehrt sich Bretten erfolgreich gegen die Belagerung durch Ulrich von Württemberg mit 30.000 Mann. Das Peter-und-Paul-Fest dient bis heute als Erinnerung.

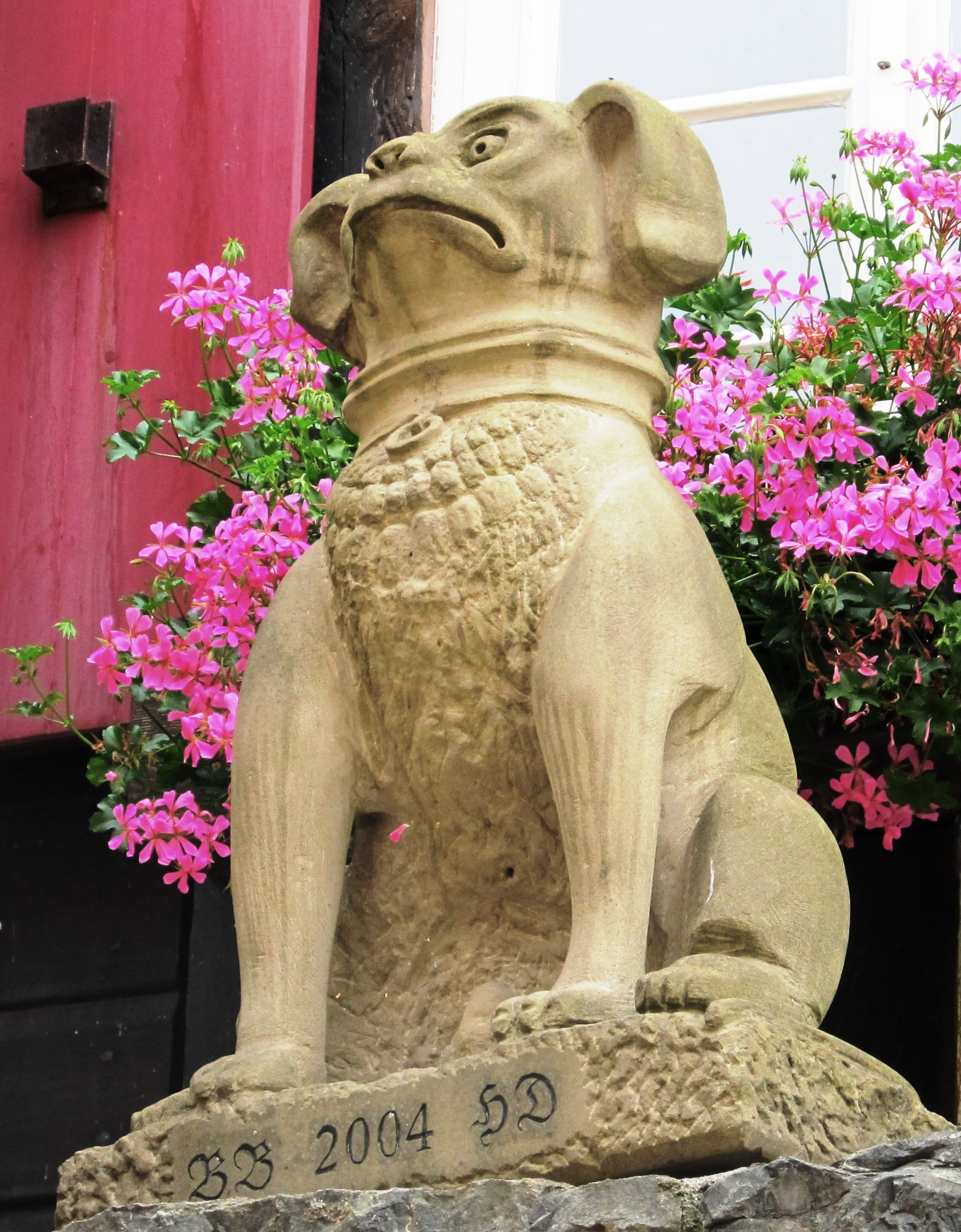
Das Brettener Hundle, Kulturdenkmal der Stadt Bretten

- 1560 stirbt Philipp Melanchthon in Wittenberg.
- 1689 Bretten wird im Pfälzer Erbfolgekrieg zerstört. Sofortiger Wiederaufbau einiger Häuser, die heute noch stadtbildprägend sind.
- 1803 Bretten wird aufgrund des Reichsdeputationshauptschlusses badisch und Sitz eines Amtes, das 1813 um das aufgelöste Amt Gochsheim erweitert wird.
- 1822 Errichtung der Synagoge
- 1853 Erster Eisenbahnanschluss an der Bahnlinie Bruchsal–Bretten–Mühlacker
- 1879 Nach Fertigstellung der Kraichgaubahn Karlsruhe–Bretten–Eppingen–Heilbronn wird Bretten Eisenbahn-Knotenpunkt.
- 1897–1903 Bau des Melanchthon-Gedächtnishauses am Marktplatz durch Nikolaus Müller und den Stadtrat Georg Wörner.
- 1934 Erstmals wird das Peter-und-Paul-Fest in einem größeren Rahmen gefeiert.
- 1936 Das Bezirksamt Bretten wird aufgelöst. Die Stadt und ihr Umland kommen zum Bezirksamt Karlsruhe, Neibsheim kommt zum Bezirksamt Bruchsal.
- 1938 Zerstörung der Synagoge in der Reichspogromnacht
- 1939–1945 Durch Luftangriffe wird Bretten, das 1939 5.623 Einwohner zählte, zu 2 % zerstört.[6]
- 1971–1975 Eingliederung von neun Nachbargemeinden. Damit überschritt die Einwohnerzahl die 20.000-Grenze, worauf die Stadt den Antrag auf Erhebung zur Großen Kreisstadt stellte, was die baden-württembergische Landesregierung dann mit Wirkung vom 1. Januar 1975 beschloss.
- 1990 finden in Bretten die Heimattage Baden-Württemberg statt.
- 1992 Eröffnung der Stadtbahnlinie von Karlsruhe nach Bretten.
- 1994 Eröffnung der Stadtbahnlinie von Bruchsal nach Bretten.
- 1997 Melanchthonjubiläum mit rund 80 Veranstaltungen in Bretten und internationaler Beachtung.
- 2001 Enthüllung des Mahnmals zur Deportation jüdischer Mitbürger im Stadtpark.
- 2017 Bretten feierte seinen 1250. Geburtstag. Am großen Festwochenende nahm auch Ministerpräsident Winfried Kretschmann teil.

### Religionen
Das Gebiet der Stadt Bretten gehörte wohl seit der Stadtgründung, jedoch mit Sicherheit seit 1283 zum Bistum Speyer und war dem Archidiakonat St. Guido in Speyer unterstellt. Ab 1536 traten Täufer auf und ab 1540 fasste die Reformation Fuß. War die Stadt ab 1556 zunächst lutherisch, so wandte sie sich Ende des 16. Jahrhunderts mehrheitlich dem reformierten Bekenntnis zu. Ab 1685 gab es aber auch wieder eine lutherische Gemeinde. Beide Gemeinden vereinigten sich 1822 zu einer protestantischen Gemeinde, zumal das Großherzogtum Baden, zu dem Bretten seit 1803/06 gehörte, 1821 die Union beider Bekenntnisse eingeführt hatte. Bretten wurde Sitz eines Dekans, dessen Verwaltungsbezirk, der Kirchenbezirk Bretten, sich im Laufe der Geschichte mehrmals veränderte. Auch die meisten Stadtteile Brettens wurden früh protestantisch, und so gehörten zum Evangelischen Kirchenbezirk Bretten, bevor er 2015 mit dem Bezirk Bruchsal vereinigt wurde, insgesamt 26 Kirchengemeinden, darunter die sieben Kirchengemeinden der Stadt Bretten (Bretten, Diedelsheim, Dürrenbüchig, Gölshausen, Rinklingen, Ruit, Sprantal). Die Protestanten in den Stadtteilen Büchig und Neibsheim werden von der Kirchengemeinde Gondelsheim und im Stadtteil Bauerbach von der Kirchengemeinde Kürnbach aus mitversorgt.
In Bretten selbst gab es aber trotz Einführung der Reformation weiterhin Katholiken. Im Jahr 1705 betrug deren Zahl 133 gegenüber 520 Lutheranern und 390 Reformierten. Die Stadtteile Bauerbach, Büchig und Neibsheim blieben bis heute überwiegend katholisch; sie gehörten vor 1803 zum Bistum Speyer. Gehörten alle Katholiken zunächst noch zum Bistum Speyer und ab 1810 zum Generalvikariat Bruchsal, so wurden sie 1827 dem Erzbistum Freiburg zugeordnet, das seinerzeit für das Großherzogtum Baden neu errichtet wurde. Bretten wurde später Sitz eines Dekanats, dessen Dekanatsbüro sich bis zum 31. Dezember 2007 in Eppingen befand. Zu ihm gehörten die Pfarrgemeinden der Stadt Bretten und des gesamten Umlands. Seit 2008 gehört Bretten zum Dekanat Bruchsal. Die Pfarrgemeinden innerhalb der Stadt Bretten sind zu den beiden Seelsorgeeinheiten Bretten-Stadt und Bretten-Land zusammengefasst. Zu Bretten-Stadt gehört die Pfarrgemeinde St. Laurentius, deren Pfarrkirche von 1936 bis 1938 erbaut wurde mit ihren beiden Filialkirchen St. Elisabeth (Wohngebiet Wanne, Fertigstellung der Kirche 1965) und St. Stephanus Diedelsheim (Fertigstellung der Kirche 1991). Zur Seelsorgeeinheit Bretten Land gehören die Pfarrgemeinden der Stadtteile Bauerbach (Kirche St. Peter), Büchig (Heilig-Kreuz-Kirche) und Neibsheim (Kirche St. Mauritius, erbaut 1791/92, mit Filialkirche Guter Hirte, Gemeinde Gondelsheim).
Neben den beiden großen christlichen Kirchen bestehen in Bretten auch noch Gemeinden verschiedener Freikirchen, darunter eine Evangelisch-Freikirchliche Gemeinde (Baptisten), eine Gemeinde der Volksmission entschiedener Christen e. V. und das ICF Kraichgau (eine überkonfessionelle christliche Freikirche). Auch die Neuapostolische Kirche und die Zeugen Jehovas sind in Bretten vertreten.
1264 wurde erstmals eine Brettener jüdische Gemeinde erwähnt, die ansässigen Juden sollen während der Armledererhebung ermordet worden sein. Nach dem Dreißigjährigen Kriege durften sich nach Erlaubnis des Kurfürsten von der Pfalz jüdische Bürger wieder hier ansiedeln und eine eigene Gemeinde gründen. Ihre Existenzgrundlage bildete um 1700 der Tuchhandel. in den Jahren 1821 bis 1822 wurde am Engelsberg eine Synagoge erbaut. Neben der Synagoge befand sich das jüdische Gemeindezentrum, ab 1827 Sitz des Bezirksrabbinats Bretten und einer jüdischen Schule. 1883 wurde am heutigen Windstegweg ein Friedhof errichtet. Im März 1848 kam es zu gewaltsamen antijüdischen Ausschreitungen mit Zerstörungen und Plünderungen. In den 1920er Jahren waren etwa 50 jüdische Kaufleute in Bretten ansässig. Zum Ende der Weimarer Republik nahm die von der NSDAP initiierte antisemitische Hetze zu; 1931 rief das Süddeutsche Volksblatt zum Boykott jüdischer Geschäfte auf. Ende 1935 wurden alle jüdischen Bürger in einer „Judenkartei“ erfasst. Beim Novemberpogrom 1938 wurde Synagoge durch SS-Angehörige niedergebrannt, das Gemeindehaus am Engelsberg demoliert und Schaufenster jüdischer Geschäfte eingeschlagen. Etwa 30 jüdische Einwohner wurden festgenommen und über Bruchsal ins KZ Dachau deportiert. Bis 1940 verließen fast alle Mitglieder der jüdischen Bretten. Am 22. Oktober 1940 wurden die 18 noch in Bretten lebenden Juden im Rahmen der „Wagner-Bürckel-Aktion“ ins französische Internierungslager Gurs deportiert. Am Engelsberg erinnert ein Gedenkstein an die zerstörte Synagoge und das jüdische Gemeindezentrum. Der Jüdische Friedhof am Windstegweg weist heute noch ca. 150 Grabsteine auf; die letzte Bestattung fand 1949 statt. Auf Initiative von Schülern des Melanchthon-Gymnasium Bretten wurden ab 2009 vom Künstler Gunter Demnig etwa 35 „Stolpersteine“ verlegt.
Für die muslimische Bevölkerung Brettens wurde 1985 die Grüne Moschee von türkischstämmigen Einwohnern errichtet. Sie gehört dem DİTİB (Türkisch-Islamische Union der Anstalt für Religion e. V.) an. Der Name leitet sich von der Farbe der Hausfassade ab. Es handelt sich um eine typische Hinterhofmoschee. Darüber hinaus gibt es in Bretten die Ulu-Moschee in der Wilhelmstraße.
2015 wurde der Melanchthon-Stadt Bretten der Ehrentitel „Reformationsstadt Europas“ durch die Gemeinschaft Evangelischer Kirchen in Europa verliehen.

### Eingemeindungen
In die Stadt Bretten wurden von 1971 bis 1975 neun umliegende Gemeinden eingegliedert. Außer Neibsheim, das bis zur Eingemeindung eine Gemeinde des Landkreises Bruchsal war, gehörten alle bereits zum Landkreis Karlsruhe. Die Einwohnerzahlen hinter dem Gemeindenamen geben den jeweiligen Stand vom 30. April 2018 / 31. Dezember 2015 / 28. Februar 2013 wieder.

1. Januar 1971: Rinklingen (2280/2191/2089 Einwohner)
2. Februar 1972: Bauerbach (1287/1250/1266 Einwohner)
1. März 1972: Neibsheim, Lkr. Bruchsal (1823/1848/1850 Einwohner)
1. Juni 1972: Dürrenbüchig (581/571/560 Einwohner)
1. Januar 1973: Ruit (1529/1502/1466 Einwohner)
1. Januar 1973: Sprantal (417/404/384 Einwohner)
1. Januar 1974: Büchig bei Bretten (1456/1496/1474 Einwohner)
1. Januar 1975: Diedelsheim (3678/3546/3573 Einwohner)
1. Januar 1975: Gölshausen (1917/1719/1724 Einwohner)

### Einwohnerentwicklung
Einwohnerzahlen nach dem jeweiligen Gebietsstand. Die Zahlen sind Schätzung oder Volkszählungsergebnisse (¹) sowie amtliche Fortschreibungen der jeweiligen Statistischen Ämter (nur Hauptwohnsitze).
| Jahr               | Einwohner  |
| ------------------ | ---------- |
| 1500               | 300 Bürger |
| 1688               | 287        |
| 1694               | 80         |
| 1705               | 1.043      |
| 1744               | 2.529      |
| 1784               | 2.247      |
| 1825               | 2.922      |
| 1845               | 3.226      |
| 3. Dezember 1858   | 3.160      |
| 1. Dezember 1871   | 3.433      |
| 1. Dezember 1880 ¹ | 4.034      |
| 1. Dezember 1890 ¹ | 4.020      |
| 1. Dezember 1900 ¹ | 4.781      |
| 1. Dezember 1910 ¹ | 5.323      |
| 8. Oktober 1919 ¹  | 5.549      |

| Jahr                 | Einwohner |
| -------------------- | --------- |
| 16. Juni 1925 ¹      | 5.621     |
| 16. Juni 1933 ¹      | 5.641     |
| 17. Mai 1939 ¹       | 5.623     |
| Dezember 1945 ¹      | 6.002     |
| 13. September 1950 ¹ | 8.697     |
| 6. Juni 1961 ¹       | 9.978     |
| 27. Mai 1970 ¹       | 11.651    |
| 31. Dezember 1975    | 22.140    |
| 31. Dezember 1980    | 22.937    |
| 25. Mai 1987 ¹       | 23.711    |
| 31. Dezember 1990    | 24.264    |
| 31. Dezember 1995    | 26.041    |
| 31. Dezember 2000    | 27.352    |
| 31. Dezember 2005    | 28.097    |
| 31. Dezember 2010    | 28.466    |

| Jahr              | Einwohner |
| ----------------- | --------- |
| 31. Dezember 2015 | 28.459    |
| 31. Dezember 2020 | 29.538    |

## Politik
Da Bretten eine Große Kreisstadt ist, obliegt die Fachaufsicht dem Regierungspräsidium Karlsruhe, was sonst nur bei kreisfreien Städten der Fall ist. Dem Landkreis Karlsruhe, dem Bretten angehört, obliegt dagegen nur die Rechtsaufsicht.

### Gemeinderat
Der Gemeinderat hat 26 ehrenamtliche Mitglieder, die für fünf Jahre gewählt werden. Die Gemeinderäte führen die Bezeichnung Stadtrat. Hinzu kommt der Oberbürgermeister als stimmberechtigter Gemeinderatsvorsitzender.
Die Kommunalwahl 2024 führte zu folgendem Ergebnis (in Klammern: Unterschied zu 2019):
| Gemeinderat 2024               | Gemeinderat 2024 | Gemeinderat 2024 |
| Partei / Liste                 | Stimmenanteil    | Sitze            |
| ------------------------------ | ---------------- | ---------------- |
| CDU                            | 22,5 % (−2,5)    | 6 (−1)           |
| die aktiven                    | 17,4 % (+3,2)    | 5 (+1)           |
| Grüne                          | 14,4 % (−2,5)    | 4 (±0)           |
| AfD                            | 13,8 % (+9,8)    | 3 (+2)           |
| SPD                            | 12,0 % (−1,5)    | 3 (±0)           |
| Freie Wähler                   | 11,1 % (−5,6)    | 3 (−1)           |
| FDP/Bürgerliste                | 9,6 % (+2,7)     | 2 (±0)           |
| Aufbruch Bretten               | n. a. (−3,4)     | 0 (−1)           |
| Wahlbeteiligung: 58,4 % (+2,5) |                  |                  |

Darüber hinaus sind in den neun Stadtteilen Ortschaften im Sinne der baden-württembergischen Gemeindeordnung mit jeweils eigenem Ortschaftsrat und Ortsvorsteher als dessen Vorsitzendem eingerichtet.

### Jugendgemeinderat
Der erste Brettener Jugendgemeinderat wurde am 27. März 2011 gewählt und konstituierte sich am 6. April in der ersten öffentlichen Sitzung. Zur Wahl hatten sich 29 Brettener Jugendliche gestellt, von denen es 13 in den Jugendgemeinderat schafften. Die wichtigsten Errungenschaften in ihrer Amtszeit war die Erweiterung des Fahrplans der Buslinie 141. 2012 steuerte der Jugendgemeinderat als Spende einen Basketballkorb für den Außenbereich des Jugendhauses bei. Mit den Kommunal- und Europawahlen 2014 wurden in Bretten 13 neue Jugendgemeinderäte gewählt, die sich am 30. Juni konstituierten. Im Jahr 2017 folgten die nächsten Wahlen. Hierbei wurden erneut 13 von insgesamt 18 Bewerbern in den Jugendgemeinderat gewählt.

### Stadtoberhäupter
Stadtoberhaupt ist seit 1. Januar 1975 der Oberbürgermeister, der von der Bevölkerung auf acht Jahre direkt gewählt wird. Sein ständiger Vertreter ist der Erste Beigeordnete mit der Amtsbezeichnung Bürgermeister.
Bürgermeister bzw. Oberbürgermeister
- 1907 bis 1933: Otto-Karl Schemenau (Bürgermeister, 1933 von den Nationalsozialisten aus dem Amt gedrängt)[19]
- 1933 bis 1945: Otto Orth (Bürgermeister)
- 1945: Alfred Neff (Bürgermeister)[20]
- 1946 bis 1966: Edmund Oest (Bürgermeister)
- 1966 bis 1986: Alfred Leicht (Bürgermeister, ab 1. Januar 1975 Oberbürgermeister)
- 1986 bis 31. Januar 2010: Paul Metzger (Oberbürgermeister)
- 1. Februar 2010 bis 30. September 2024: Martin Wolff (Oberbürgermeister)
- seit 1. Oktober 2024: Nico Morast

### Wappen
| Wappen der Stadt Bretten | Blasonierung: „Von Blau und Silber senkrecht gerautet mit auf der Spitze stehenden Rauten.“ |
| Wappen der Stadt Bretten | Wappenbegründung: Das Wappen taucht erstmals in einer Urkunde von 1359 auf. Alle späteren Siegel und Wappen der Stadt gehen, mit geringfügigen Änderungen, auf dieses erste Wappenbild von 1359 zurück. Es symbolisiert die Wittelsbacher Rauten, da die Stadt Bretten von 1349 bis 1803 zur Kurpfalz gehörte. Das Besondere an den Rauten im Brettener Wappen ist, dass die Rauten nicht schräg verlaufen, was sonst bei den Wittelsbacher Rauten üblich ist, sondern senkrecht. Diese Darstellungsweise wurde 1960 von der Stadtverwaltung verbindlich festgelegt. |

Die Stadtfarben sind blau-weiß.

### Städtepartnerschaften

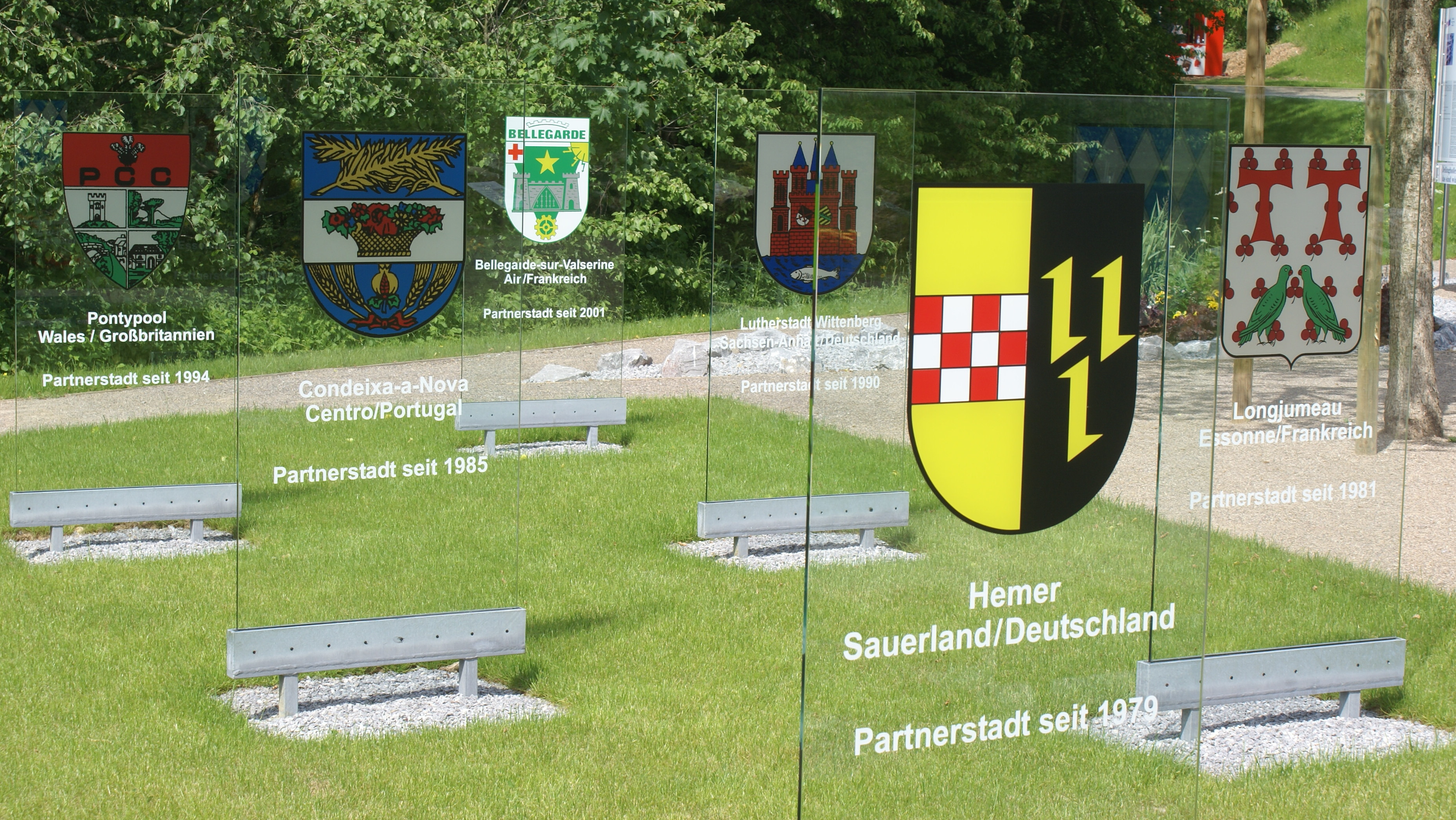
Die Wappen der Brettener Partnerstädte auf der Landesgartenschau Hemer 2010

Sechs Städtepartnerschaften pflegt die Stadt Bretten. Die älteste seit 1979 ist die zur sauerländischen Stadt Hemer, die jüngste seit 2001 zur französischen Stadt Bellegarde-sur-Valserine. Dazwischen wurden Verträge mit Longjumeau in Frankreich, Condeixa-a-Nova in Portugal, Lutherstadt Wittenberg in Sachsen-Anhalt und Pontypool in Wales geschlossen.
Eine Besonderheit ist das sogenannte Kleeblatt, d. h. eine Verpartnerung zwischen den Partnerstädten Bellegarde – Condeixa-a-Nova – Longjumeau und Bretten auch untereinander. Für diese Besonderheit und die aktive partnerschaftlichen Beziehungen wurde die Stadt Bretten 2012 mit der Verleihung der Ehrenfahne durch den Europarat gewürdigt. Mit den Partnerstädten wurde eine Grundlage für eine Vielzahl von schulischen als auch familiären Austauschen und Begegnungen von Institutionen und Vereinen gelegt.
Außerdem gibt es drei Stadtteil-Partnerschaften: Neibsheim – Neuflize (Frankreich) und Nemesnádudvar (Ungarn) sowie Diedelsheim – Hidas (Ungarn).

## Wirtschaft und Infrastruktur

### Verkehr

#### Fernstraßen

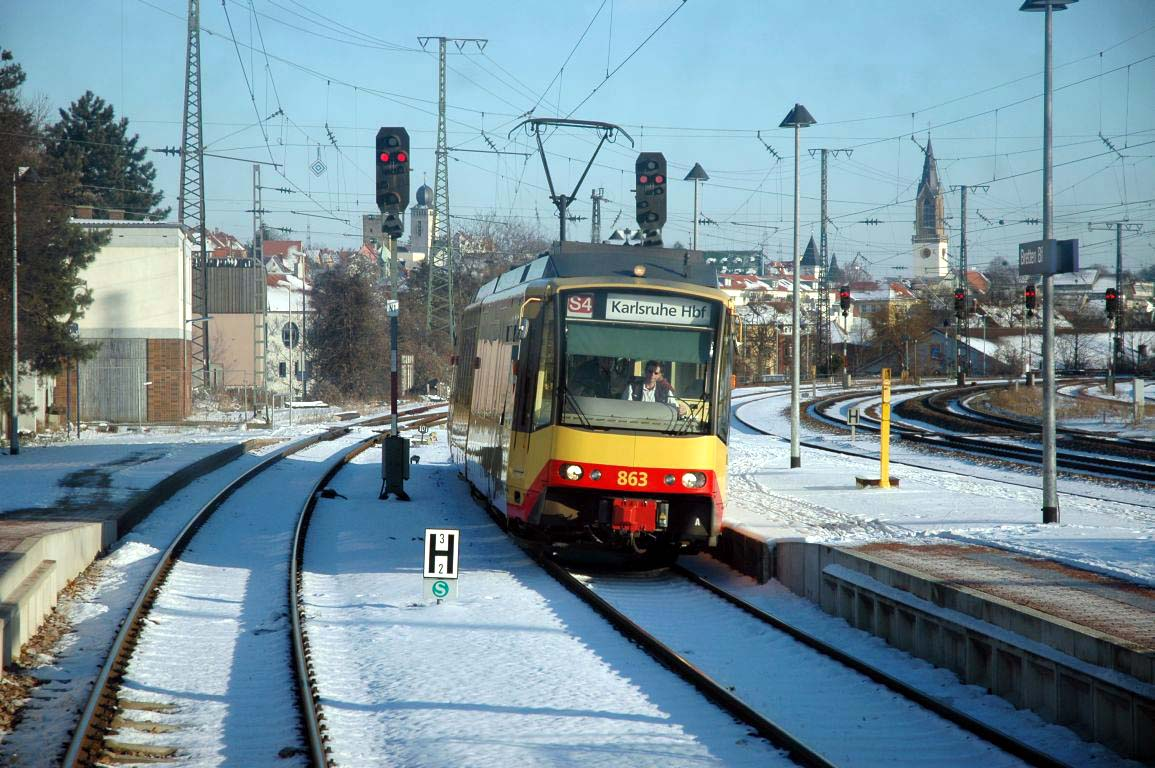
Bahnhof Bretten

Die Stadt liegt im Randbereich der wichtigsten Verdichtungsräume in Baden-Württemberg, Karlsruhe im Westen, Pforzheim im Süden, Stuttgart/Heilbronn im Osten/Nordosten und Mannheim/Heidelberg im Norden. Die wichtigsten Nord-Süd- und West-Ost-Autobahnen umgeben die Stadt in Form eines großen Rechtecks. Die Bundesautobahn 8 ist über die Anschlussstelle Pforzheim-Nord, die A 5 über die Anschlussstellen Karlsruhe-Durlach und Bruchsal zu erreichen.
Durch das Stadtgebiet führen die Bundesstraßen 35 (Germersheim–Illingen), 293 (Heilbronn–Berghausen) und 294 (nach Freiburg im Breisgau).

#### Bahn- und Busverkehr
Der Bahnhof Bretten liegt am Schnittpunkt der Bahnstrecken Kraichgaubahn (Karlsruhe–Heilbronn) und Westbahn (Mühlacker–Bruchsal). Eine Strecke nach Kürnbach war von 1919 bis 1923 in Bau, blieb aber unvollendet.
Das wichtigste Angebot im öffentlichen Personennahverkehr (ÖPNV) auf der Schiene ist in Bretten die Stadtbahn Karlsruhe. Am Brettener Bahnhof verkehrt die Stadtbahnlinie S4 Karlsruhe–Heilbronn–Öhringen. Zudem verkehrt die Regionalbahn RB17 Bruchsal–Mühlacker–Stuttgart. Alle zwei Stunden verkehrt zudem ein RegionalExpress nach Heidelberg. Die Stadtteile Bauerbach, Gölshausen (mit Industriegebiet), Rinklingen und Dürrenbüchig an der S4 sowie Diedelsheim und Ruit an der RB17 verfügen über Haltepunkte. Im Brettener Kernstadtgebiet gibt es neben dem Bahnhof außerdem noch die Haltestellen „Stadtmitte“, „Wannenweg“, „Schulzentrum“ und „Kupferhälde“ an der S4 und „Rechberg“ an der RB17. Den öffentlichen Personennahverkehr bedienen ferner mehrere Buslinien, die Bretten auch mit Maulbronn und Pforzheim verbinden.

#### Radverkehr
Durch Alltagsrouten aus dem Radnetz Baden-Württemberg ist Bretten
- über die Stadtteile Rinkingen und Dürrenbüchig und über Walzbachtal (Wössingen) und Pfinztal (Wöschbach und Berghausen) mit Karlsruhe,
- über die Stadtteile Gölshausen und Bauerbach und über Oberderdingen (Flehingen) und Sulzfeld mit Eppingen und Heilbronn,
- über den Stadtteil Diedelsheim und über Gondelsheim mit Bruchsal und
- über Knittlingen mit Mühlacker verbunden.

Durch Bretten verläuft als Landes-Radfernweg der Heidelberg-Schwarzwald-Bodensee-Radweg. Er führt von Heidelberg nach Radolfzell. Er verläuft von Bruchsal kommend durch Bretten und weiter über Neulingen Richtung Pforzheim.
Bretten ist Mitglied der AGFK (Arbeitsgemeinschaft Fahrrad- und Fußverkehrsfreundlicher Kommunen) in Baden-Württemberg.

### Unternehmen
In Bretten ansässige Unternehmen sind – neben anderen – Tiernahrung Deuerer, die Constructa-Neff Vertriebs-GmbH (Küchen), die Seeburger AG (Software), die Wolters Kluwer Software und Service GmbH, die msgGillardon AG, die S&G Automobil AG und die BGT Bischoff Glastechnik AG, die unter anderem für die Verglasung der Reichstagskuppel und des Berliner Hauptbahnhofs verantwortlich ist.

### Medien
In Bretten erscheinen als Tageszeitung die Brettener Nachrichten, ein Kopfblatt der Karlsruher Badischen Neuesten Nachrichten (BNN). Von der Stadt wird das Amtsblatt der Stadt Bretten herausgegeben, dort werden auch amtliche Bekanntmachungen veröffentlicht. Wöchentlich wird das Anzeigenblatt Brettener Woche verteilt, das mit kraichgau.news ein Online-Portal betreibt und seit Januar 2024 zu den BNN gehört. Des Weiteren gibt es das Stadtmagazin Willi sowie den regionalen Fernsehsender KraichgauTV.

### Gericht, Behörden und Einrichtungen
Bretten ist Sitz des Amtsgerichts Bretten und eines Notariats, die zum Landgerichtsbezirk Karlsruhe und zum Oberlandesgerichtsbezirk Karlsruhe gehören. Ferner hat die Agentur für Arbeit hier eine Geschäftsstelle. Bretten ist auch Sitz des Kirchenbezirks Bretten-Bruchsal der Evangelischen Landeskirche in Baden.

### Bildung
Die Stadt ist Träger von zwei Gymnasien, einer Realschule, drei Grund- und Hauptschulen sowie sechs Grundschulen. Daneben gibt es in Trägerschaft des Landkreises Karlsruhe die beruflichen Schulen, zu denen ein Technisches Gymnasium, die Gewerbliche Schule, die Hauswirtschaftliche Schule und die Kaufmännische Schule gehören; ferner gibt es eine Volkshochschule. Die Schulen im Einzelnen:
- Melanchthon-Gymnasium
- Edith-Stein-Gymnasium
- Max-Planck-Realschule
- Johann-Peter-Hebel-Schule (Gemeinschaftsschule mit Sportprofil und angegliederter Grundschulförderklasse, gebundene Ganztagesschule ab Klasse 5, Vorbereitungsklasse)
- Schillerschule (Grund- und Werkrealschule, teilgebundene Ganztagesgrundschule, Vorbereitungsklasse, Kooperationsklasse, Stützpunktschule LIMA-RIMA)
- Grundschulen in den Stadtteilen Bauerbach, Büchig, Gölshausen, Neibsheim, Rinklingen, Ruit und Diedelsheim
- Evangelisches Hohberghaus Bretten – Sonderpädagogisches Bildungs- und Beratungszentrum mit dem Förderschwerpunkt soziale und emotionale Entwicklung
- Pestalozzischule – Sonderpädagogisches Bildungs- und Beratungszentrum mit dem Förderschwerpunkt Lernen
- Berufliche Schulen Bretten mit Technischem Gymnasium

### Freizeit und Sport
Bretten verfügt über ein kombiniertes Frei- und Hallenbad, die Badewelt Bretten. Im Freibad steht den Besuchern ein Spaßbecken mit zwei Wasserrutschen und ein 25-m-Schwimmerbecken zur Verfügung. Kleine Badegäste haben die Möglichkeit, sich im Planschbecken aufzuhalten. Das Freibad wird zum größten Teil über eine Solaranlage beheizt. Das Hallenbad verfügt über ein Schwimmerbecken mit Startblöcken, Sprungbrett und 3-m-Turm sowie über ein großes und ein kleineres Nichtschwimmerbecken. Zudem befindet sich im Hallenbad ebenfalls ein Bereich für Kleinkinder. Neben den genannten Becken bietet die Bäderwelt auch eine Saunalandschaft. Jene wurde, wie der gesamte Innenbereich, im Frühling 2017 nach großem Umbau neu eröffnet.
In direkter Nachbarschaft der Badewelt befindet sich das Hallensportzentrum Im Grüner. Dieses wurde nach einem Großbrand der vorherigen Sporthalle 2005 im darauffolgenden Jahr eröffnet.
Die 1. Fußballmannschaft der Herren des VfB Bretten spielt derzeit in der Verbandsliga Nordbaden. Dem Verein ist auch eine Baseball-Abteilung angegliedert, die seit 1992 existierenden Bretten Kangaroos. Diese spielen seit 2004 mit ihrer 1. Herrenmannschaft in der höchsten Liga Baden-Württembergs, der Verbandsliga.
Der größte Sportverein in Bretten ist der Turnverein 1846 Bretten e. V., welcher insgesamt 3.900 Mitglieder (2021) zählt. Wettkampf- und Leistungssport, Turnen, Freizeit- und Gesundheitssport werden den Mitgliedern geboten. Der Verein ist regelmäßig mit einer großen Anzahl an Teilnehmern bei Deutschen Turnfesten präsent. Es werden jedes Jahr viele Jugendfreizeiten angeboten. Immer wieder richtet der Verein große Veranstaltungen aus, wie beispielsweise das Landeskinderturnfest.
Neben den genannten großen Vereinen der Kernstadt existieren auch in den Ortsteilen mehrere Turn- und Sportvereine. Diese stellen überwiegend eigene Fußballmannschaften, welche sich unter anderem beim traditionellen Brettener Stadtpokal duellieren.

### Sicherheit
In Bretten befindet sich das dem Polizeipräsidium Karlsruhe untergeordnete Polizeirevier Bretten. Zu diesem gehören ebenfalls die Polizeiposten Oberderdingen, Sulzfeld sowie Walzbachtal an.
Zudem verfügt die Melanchthonstadt über eine Freiwillige Feuerwehr mit zehn Abteilungen. Die Einsatzkräfte können auf einen modernen Fuhrpark setzen, um die Stadt zu schützen. Außerdem ist die Feuerwehr Bretten Bestandteil des Gefahrgutzug Karlsruhe-Land Nord.
Das Deutsche Rote Kreuz betreibt in Bretten eine Rettungswache, an der ein Rettungswagen stationiert ist. Des Weiteren befindet sich ein Notarzteinsatzfahrzeug an der Rechbergklinik. Diese wurde im März 2019 neben der alten Klinik aus den 60er Jahren eröffnet. In einem aufwendigen Umzug wurden Patienten und Ausstattung innerhalb kurzer Zeit in das neue 50 Millionen Euro teure Haus verlegt. Betrieben wird die Klinik von der Regionale Kliniken Holding, die im Besitz mehrerer Landkreise und Städte ist.
Zur Warnung in Katastrophenfällen oder bei Unwetterlagen investierte die Stadt etwa 275.000 Euro in ein neues Sirenenwarnsystem. Dieses wurde im Oktober 2019 in Betrieb genommen.

## Kultur und Sehenswürdigkeiten

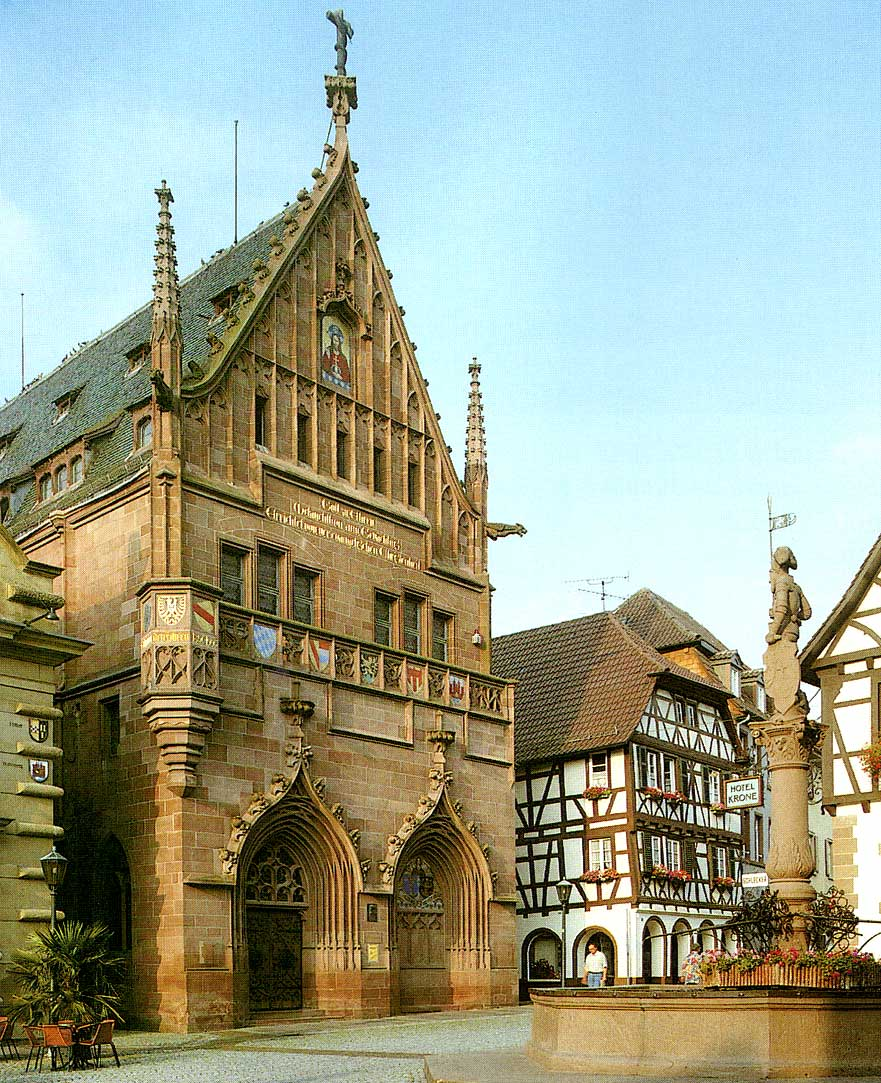
Marktplatz mit Melanchthonhaus

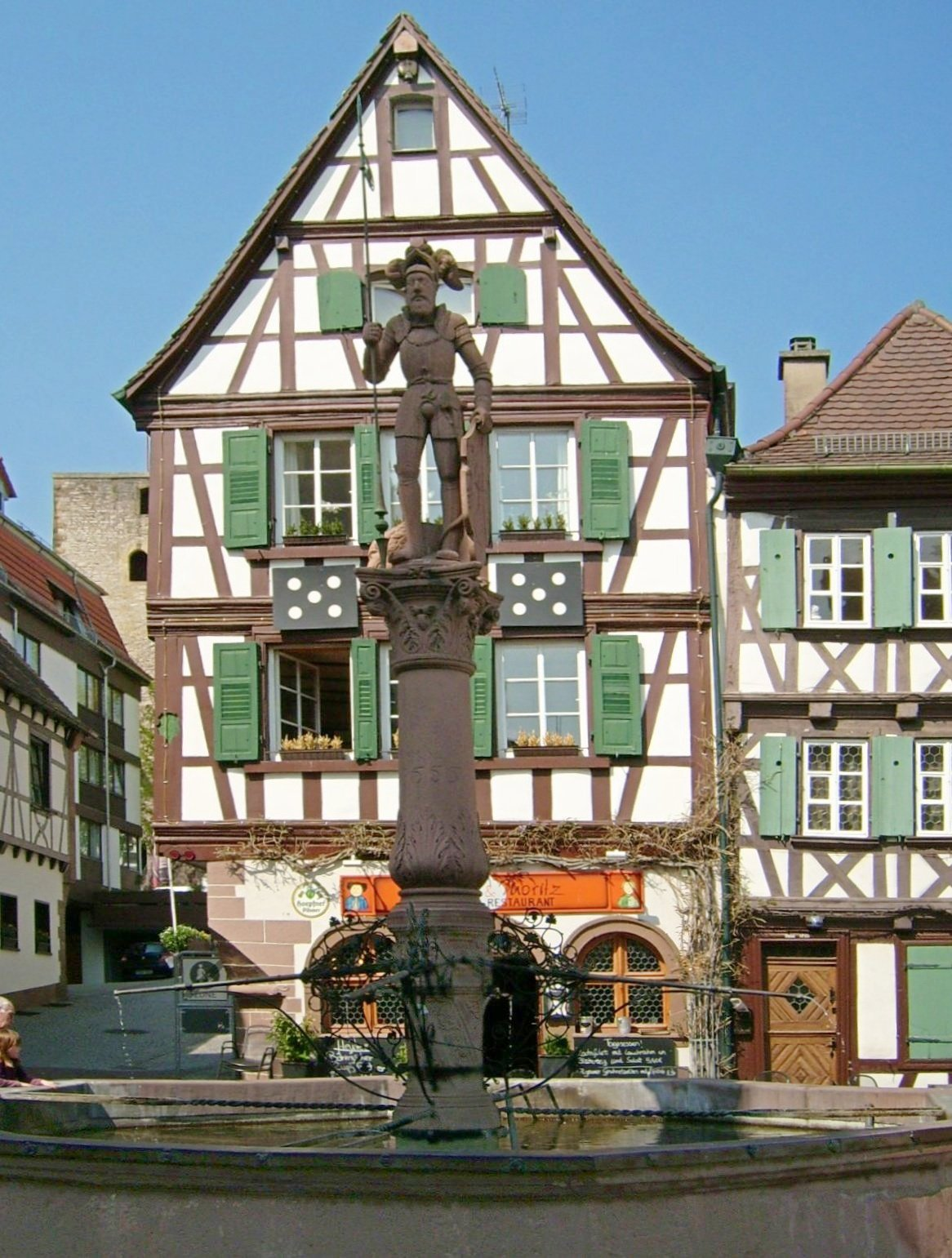
Marktbrunnen

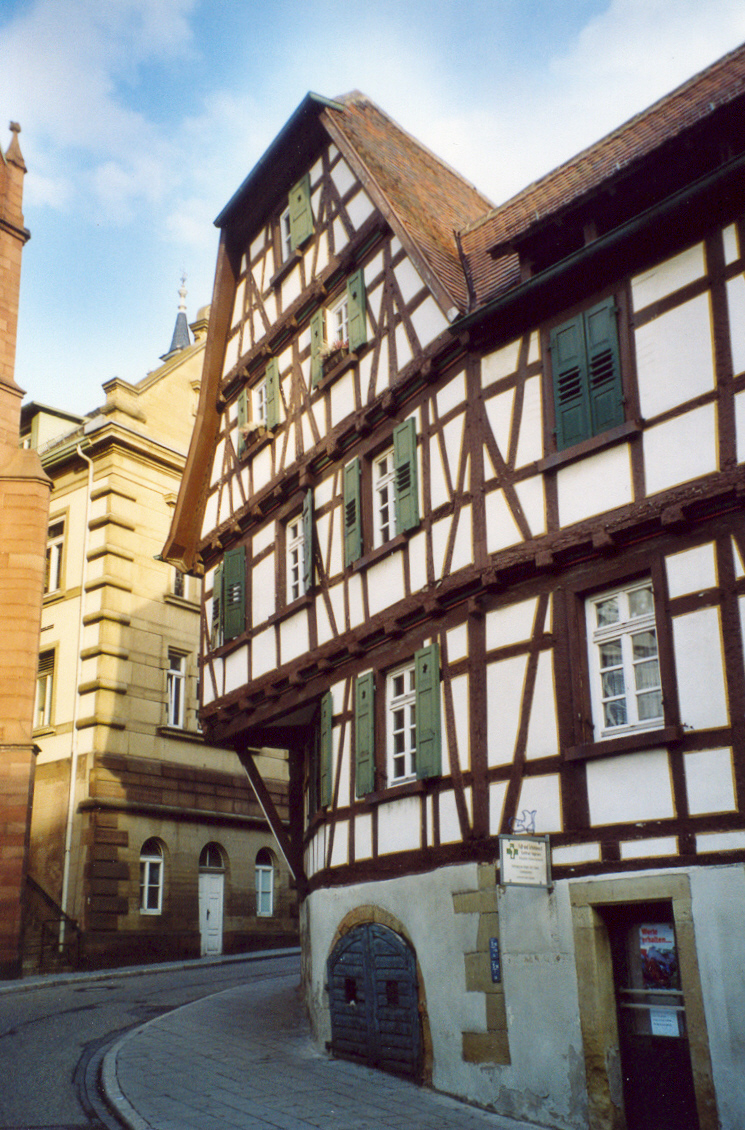
Hebererhaus vor dem Großbrand im September 2007

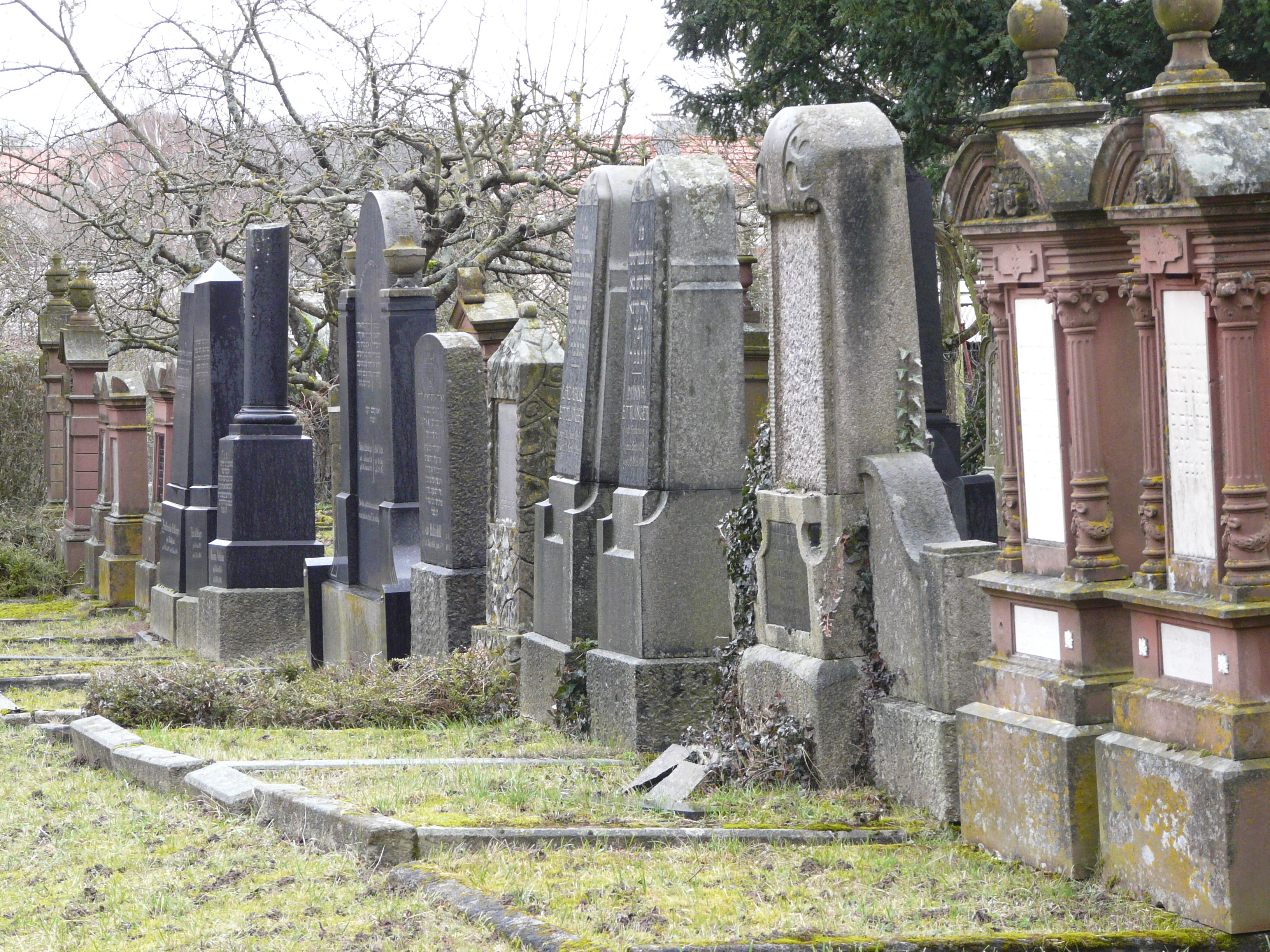
Jüdischer Friedhof

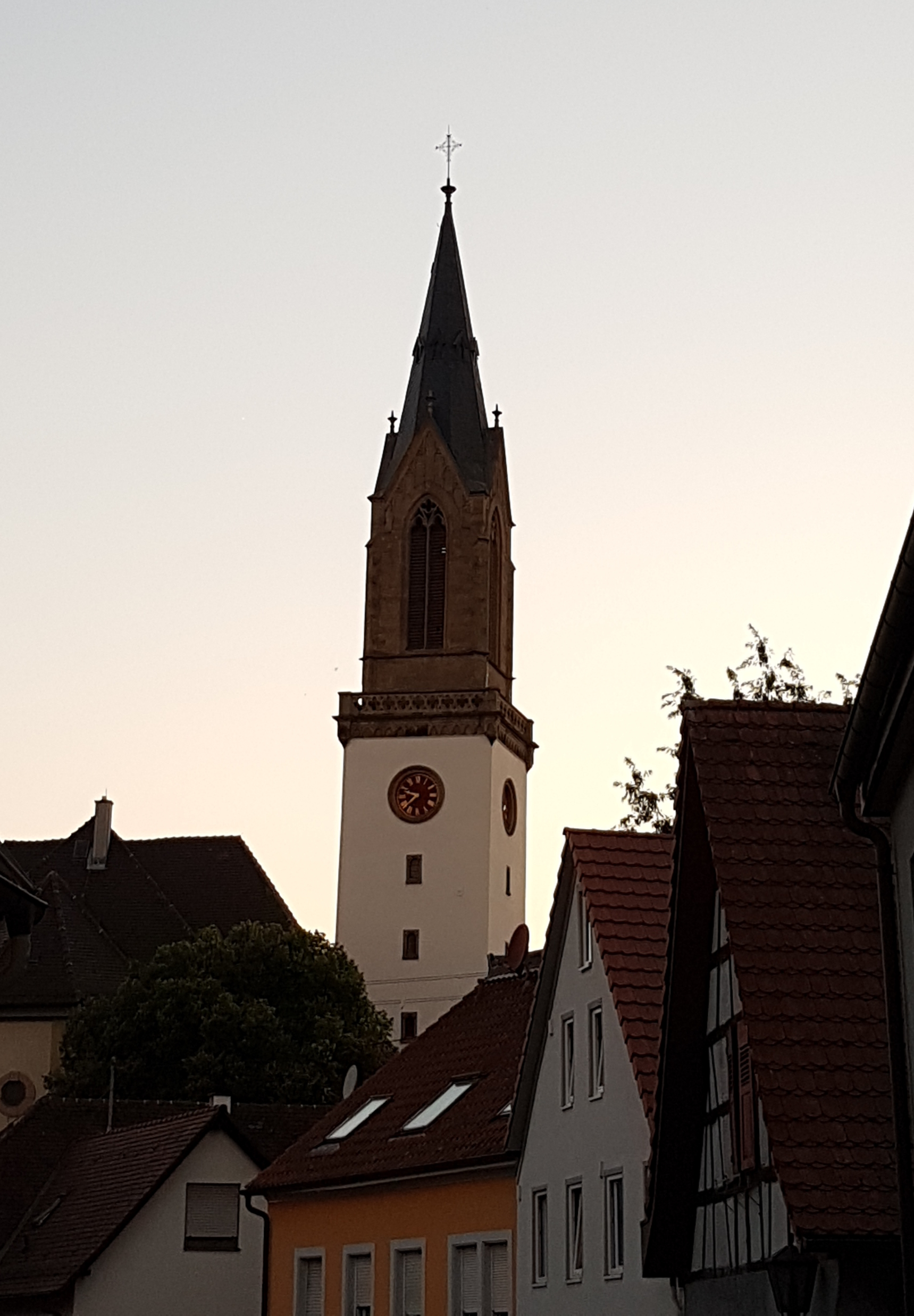
Stiftskirche Bretten

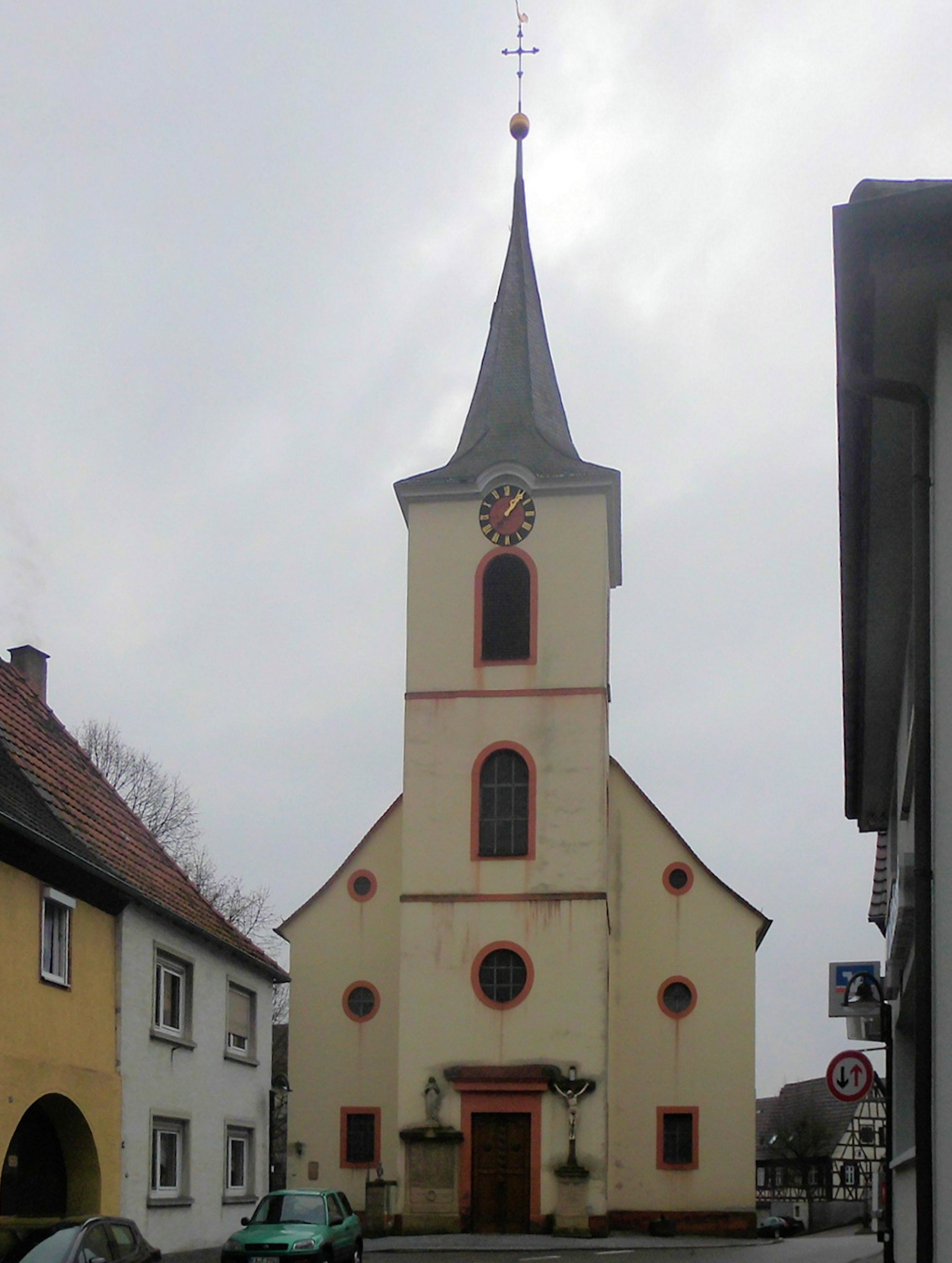
Kirche St. Mauritius im Ortsteil Neibsheim

### Theater
- Gugg-e-mol Kellertheater
- Die Badische Landesbühne kommt zu Gastspielen in der Stadtparkhalle und in den Hof der Johann-Peter-Hebel-Schule.
- Die Theatergruppe des Melanchthongymnasiums Bretten besteht seit 1976 und führt jährlich ein Theaterstück auf.
- Die Theatergruppe des Edith-Stein-Gymnasiums ist ebenfalls bekannt für seine jährlichen Aufführungen.
- Jedes Jahr bezieht sich Bretten durch die   Brettener Bütt  seit 1974 auf die deutsche Faschingstradition mit einer  Prunksitzung.

### Museen
- Melanchthonhaus am Marktplatz, 1897 bis 1903 von Hermann Billing anstelle des Geburtshauses des Reformators erbaut; zugleich Sitz der Europäischen Melanchthonakademie[35]
- Stadtmuseum im Schweizer Hof
- Deutsches Schutzengelmuseum im Schweizer Hof
- Gerberhaus mit Gerbermuseum

Bis Oktober 2014 befand sich im Stadtteil Diedelsheim das private Indianermuseum Bretten.

### Musik
Der   Musikverein Stadtkapelle Bretten e. V.  umrahmt   Feste und Feierlichkeiten innerhalb und auch außerhalb Brettens. Ihre Mitglieder bilden ebenfalls die mittelalterliche Brettener Bürgerwehr.
Einer der ältesten Naturton-Fanfarenzüge Deutschlands spielt in den „Blau-Weißen“ Stadtfarben.
Der Fanfaren- und Trommlerzug Bretten 1504 e. V. tritt im In- und Ausland auf. Die MGB Big Band ist für ihre Jazzmusik in der Region, aber auch im Ausland bekannt.
Die Arbeitsgemeinschaft für Alte Musik und Kultur führt unter der Bezeichnung Loeffelstielzchen alte Musik auf originalgetreuen Instrumenten auf. Komplettiert wird die Gruppe durch Gaukler und Jongleure. Die Auftritte beim Brettener Peter-und-Paul-Fest gehören zum festen Programm.

### Bauwerke
- „Hundles“-Brunnen, das „Brettener Hundle“, ein Mops, gilt als Wahrzeichen der Stadt (49° 2′ 15,1″ N, 8° 42′ 16″ O)
- Marktbrunnen mit „Pfalzgrafen-Statue“ von Friedrich II. Kurfürst von der Pfalz (1544–1556)[36] 49° 2′ 13,3″ N, 8° 42′ 25,4″ O
- Stiftskirche, evangelische Hauptkirche der Stadt, vormals reformierte Kirche, ursprünglich zwischen 1350 und 1400 erbaut und als St. Stephan, dann als St. Laurentius katholisch geweiht[37], (49° 2′ 10,5″ N, 8° 42′ 22″ O)
- Kreuzkirche, ehemals lutherische Kirche, erbaut ab 1687 (49° 2′ 12″ N, 8° 42′ 17,4″ O)
- katholische St.-Laurentius-Kirche, geweiht 1938[38] (49° 2′ 15,7″ N, 8° 42′ 34,2″ O)
- Altes Rathaus am Marktplatz, erbaut 1787 (49° 2′ 12,6″ N, 8° 42′ 26″ O)
- Amtshaus, erbaut 1783/1784 (49° 2′ 11,7″ N, 8° 42′ 19,1″ O)
- Gerberhaus, um 1585 erbaut, ältestes Wohngebäude der Stadt (49° 2′ 5,6″ N, 8° 42′ 29,6″ O)
- Hebererhaus, Fachwerkhaus an der Pforzheimer Straße, um 1555 Geburtshaus des Reiseschriftstellers Michael Heberer; Das Hebererhaus wurde in der Nacht vom 6. auf den 7. September 2007 durch einen verheerenden Großbrand zerstört. Im Mai 2009 wurde bekannt, dass sich der Wiederaufbau wegen massiver Probleme mit der Versicherung verzögert. (49° 2′ 11,8″ N, 8° 42′ 25″ O)
- Melanchthonhaus, siehe Museen (49° 2′ 13,5″ N, 8° 42′ 24,8″ O)
- Türme der ehemaligen Stadtbefestigung:
  - Pfeiferturm (13. Jahrhundert 49° 2′ 15,7″ N, 8° 42′ 24,7″ O) der heute bis zur Turmspitze ca. 40 m[39] hohe Pfeiferturm kann als Aussichtsturm bestiegen werden. Nachdem sein Dach am 13. August 1689 durch die Franzosen zerstört worden war, als diese ganz Bretten anzündeten, war er bis zur verbliebenen Mauerkrone nur noch rund 26 m hoch. Am 13. Juni 2009 erhielt er schließlich wieder ein neues Dach, das mit Hilfe eines Krans auf seine Mauerkrone aufgesetzt wurde.[39][40]
  - Simmelturm (14. Jahrhundert 49° 2′ 5,1″ N, 8° 42′ 34″ O),
- Ehemalige Burganlagen bei Bretten:
  - Gaugrafenburg Bretten (49° 1′ 16,3″ N, 8° 42′ 45,1″ O)
  - Ober- und Unterburg Neibsheim (49° 4′ 22,4″ N, 8° 41′ 19,2″ O)
  - Wasserschloss Neibsheim (49° 4′ 11″ N, 8° 41′ 6,2″ O).

### Gedenkstätten
Seit 1979 steht am Parkplatz im Bereich Engelsberg 4–6 ein Gedenkstein, der an die zerstörte Synagoge, an Schule, Rabbinat und Mikwe der jüdischen Einwohner erinnert, die durch den NS-Terror vertrieben oder deportiert wurden. Das Gedenkbuch des Bundesarchivs für die Opfer der nationalsozialistischen Judenverfolgung in Deutschland (1933–1945) verzeichnet namentlich 25 jüdische Einwohner Brettens, die deportiert und größtenteils ermordet wurden.
Für diese wurden über die letzten Jahre auf Initiative des Geschichte-Leistungskurses des Melanchthon-Gymnasiums Stolpersteine verlegt. Eine Übersicht der in Bretten verlegten Steine befindet sich in der Liste der Stolpersteine in Bretten.

### Parks
Der Tierpark Bretten ist der größte Streichelzoo Deutschlands. Ihm gegenüber befindet sich seit Juni 2017 der Kletterwald Bretten.
Der Rosengarten ist eine im unteren Teil des Friedhofes gelegene Parkanlage.

### Regelmäßige Veranstaltungen
- Seit 1988 verleiht die Stadt alle drei Jahre am Geburtstag ihres größten Sohnes den Melanchthonpreis der Stadt Bretten in einem öffentlichen Festakt.
- Peter-und-Paul-Fest, mittelalterliches Stadtfest, das jährlich am ersten Wochenende nach dem Namenstag von Peter und Paul stattfindet
- Weinmarkt
- Weihnachtsmarkt mit Kunsthandwerkermarkt

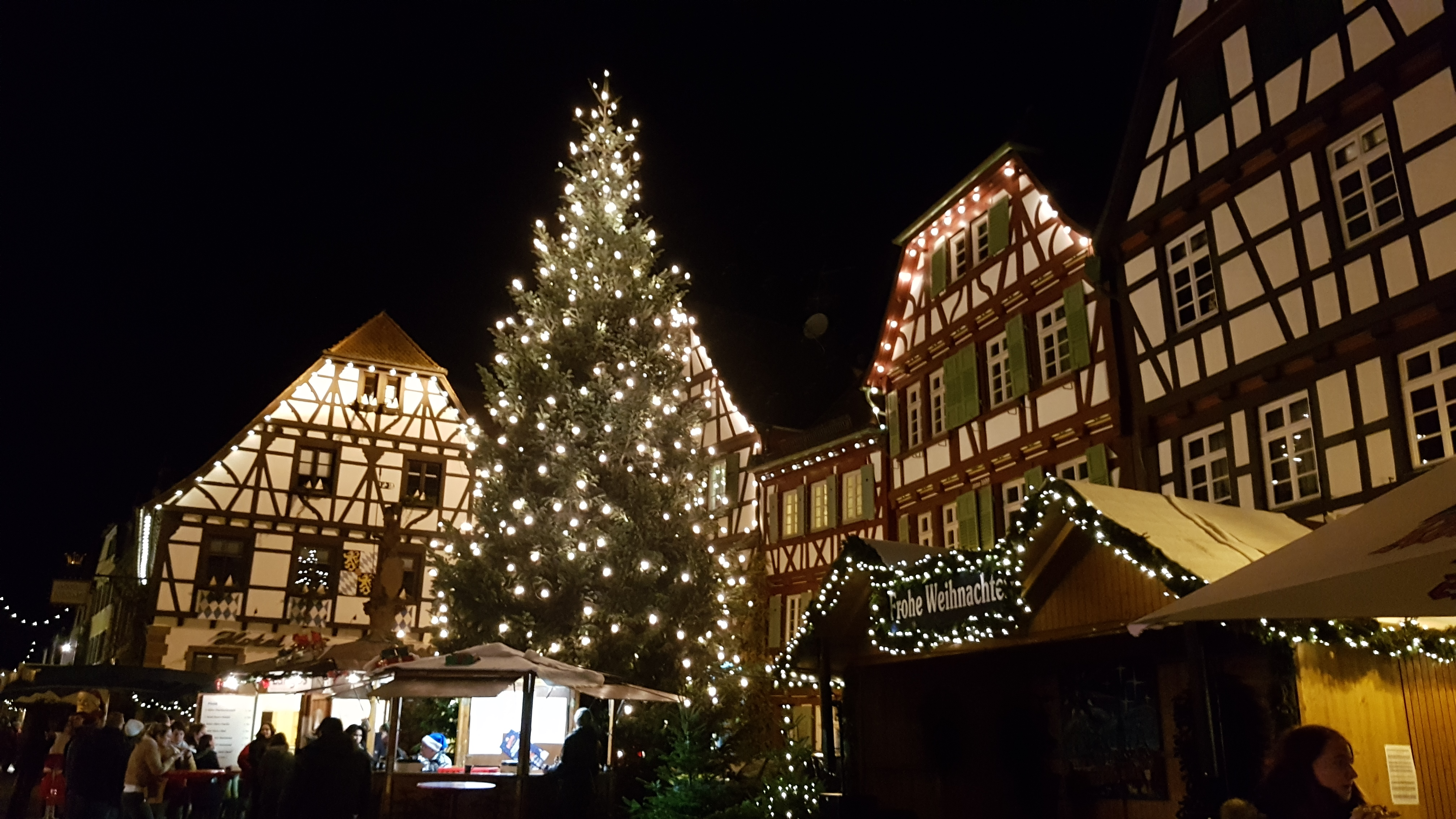
Weihnachtsmarkt Bretten

- Brettener Bütt
- Brettener Frühling
- Sommer im Park
- Friedenstage
- Himmlisches Fest
- Bretten live

### Ferienstraßen
Bretten liegt an zwei bedeutenden touristischen Straßen, die an zahlreichen Sehenswürdigkeiten vorbeiführen:
- Bertha Benz Memorial Route, von Mannheim nach Pforzheim und über Bretten wieder zurück nach Mannheim.
- Weinstraße Kraichgau-Stromberg, die auf 355 Kilometern das Badische mit dem Württembergischen Weinbaugebiet verbindet.

## Persönlichkeiten

### Söhne und Töchter der Stadt
- Philipp Melanchthon (Philipp Schwarzerdt; 1497–1560), Reformator
- Samuel Eisenmenger (Siderocrates; 1534–1585), Mediziner und Astronom
- Michael Heberer von Bretten (* zwischen 1555 und 1560, gestorben vor 1633), Verfasser des Reiseberichtes „Aegyptica Servitus“
- Johann Christoph Wilhelm von Steck (1730–1797), Rechtswissenschaftler, Beamter und Hochschullehrer
- Franz Anton Egetmeyer (1760–1818), Schneider, der wegen seiner Aufnahme von Kriegsgefangenen in Russland literarisch bekannt wurde
- Johann Friedrich Ladomus (1783–1854), Mathematiker und Hochschullehrer
- Reinhard Christian Wilhelm Aurelius Steimmig (1785–1840), Mediziner in Wertheim und Mannheim
- Louis Paravicini (1811–1878), Politiker (NLP)
- Ludwig Turban der Ältere (1821–1898), badischer Staatsminister (1876–1893)
- Max Heinsheimer (1832–1892), Jurist
- Georg Wörner (1840–1903), Heimatforscher und Sammler, Stadtrat von 1874 bis 1901[44]
- Rudolf Reiß (1862–1930), Apotheker und Unternehmer
- Otto Eberbach (1865–1928), Forstmann
- Karl Kamm (1870–1946), Verwaltungsjurist
- Heinrich Baumann (1871–1949), Ingenieur, Reichsbahndirektor und Hochschullehrer
- Hermann Fecht (1880–1952), Politiker (Zentrum, CDU), Justizminister des Landes Baden (Südbaden)
- Arthur Valdenaire (1883–1946), Architekt, Bauhistoriker und Denkmalpfleger
- Robert Ganter (1896–1974), Landtagsabgeordneter
- Hermann Weber (1899–1956), Entomologe
- Rudolf Weigel (1899–1955), Elektroingenieur, Hochschullehrer und Rektor der Technischen Hochschule Karlsruhe
- Otto Beuttenmüller (1901–1999), Genealoge
- Moritz Kraut (1905–1941), Politiker (NSDAP)
- Alfred Neff (1906–1970), Unternehmer
- Hellmut Berg (1908–1960), Geophysiker und Meteorologe
- Heinz Müller-Dietz (1931–2022), Jurist und Autor
- Helmut Wirth (1933–2020), Ingenieur, Landtagsabgeordneter (CDU)
- Klaus Schnabel (1937–2022), Theologe
- Manfred Pfaus (* 1939), Landtagsabgeordneter (CDU) und Erfinder
- Roland Schmider (* 1940), Präsident des Sportvereins Karlsruher SC (1974–2000)
- Klaus Nohlen (* 1945), Bauforscher
- Eberhard Schallhorn (* 1945), Träger Bundesverdienstkreuz, Geograph, Lehrer, Didaktiker, ehem. Präsidium Deutsche Gesellschaft für Geographie, ehem. Vors. Verband Deutscher Schulgeographen
- Wolfhard Bickel (* 1950), Musikpädagoge, Autor und Dirigent
- Joachim Kößler (* 1950), Bundesbankdirektor und Politiker (CDU), Landtagsabgeordneter
- Heidrun Mössner (* 1950), Autorin und Dokumentarfilmerin
- Peter Reichert (* 1961), Fußballspieler, seit 2004 Fanbeauftragter des VfB Stuttgart
- Daniela Willimek (* 1962), Pianistin
- Ingrid Herr (* 1962), Biologin und Wissenschaftlerin im Bereich der Krebsforschung
- Marion Pfaus (* 1966), Autorin
- Nicole Reinhardt (* 1966), Neuzeithistorikerin
- Susanne Schneider (* 1967), Politikerin, Mitglied im Nordrhein-Westfälischen Landtag
- Mile Kekin (* 1971), Musiker, Sänger der Band Hladno Pivo
- Lara Huber (* 1973), Philosophin
- Cris Cosmo (* 1978), Musiker
- Nicole Söder (* 1980), Fußballspielerin des SC Freiburg
- Serhat Akın (* 1981), Fußballspieler
- Nico Morast (* 1985), Politiker, Oberbürgermeister von Bretten
- Jule Schneider (* 1986), Volleyballspielerin
- Pascal Haggenmüller (* 1988), Politiker
- Selçuk Alibaz (* 1989), Fußballspieler
- Jannik Arbogast (* 1992), Leichtathlet
- Philipp Förster (* 1995), Fußballspieler
- Sophie Schubert (* 1997), Volleyballspielerin
- Roman Hauk (* 1999), Fußballspieler
- Malik Batmaz (* 2000), Fußballspieler

### Ehrenbürger
Besonders verdienten Personen hat die Gemeinde das Ehrenbürgerrecht verliehen:
- 1853: Friedrich Rettig (1781–1859), Geheimrat
- 1895: Franz-Josef Janzer (1815–1897), Arzt und 1848er-Revolutionär
- 1903: Nikolaus Müller (1857–1912), evangelischer Theologe und Kirchenhistoriker
- 1932: Franz Bartholomäus Kempf (1864–1942), Geistlicher Rat, Ehrenbürger von Büchig
- o. D.: Edwin Müller (1876–1951), Rechtsanwalt, Ehrenbürger von Bauerbach
- 1953: Ambros Barth (1879–1956), Dekan und Geistlicher Rat, Ehrenbürger von Neibsheim
- 1954: Hermann Trautz (1902–1973), Hotelier in den USA, Ehrenbürger von Ruit
- 1955: Otto-Karl Schemenau (1877–1960), 26 Jahre Bürgermeister bis zur Amtsenthebung durch die Nationalsozialisten 1933
- 1966: Alfred Neff (1906–1970), Unternehmer
- 1967: Robert Ganter (1896–1974), Oberschulrat
- 1967: Adolf Muckenfuß sen. (1890–1967), Fabrikant
- 1969: Otto Bickel (1913–2003), Oberamtsrat, Ehrenbürger von Rinklingen
- 1977: Franz Kremp (1915–1990), Arzt
- 1986: Alfred Leicht (1921–2005), Oberbürgermeister a. D.
- 1986: Otto Beuttenmüller (1901–1999), Heimat-, Familien- und Melanchthonforscher
- 1986: Edmund Oest (1911–1992), Bürgermeister a. D.
- 1989: Robert Scheuble (1924–2015), Bürgermeister von Ruit[46]
- 2005: Martin Judt (1938–2005), Bürgermeister von Büchig
- 2010: Paul Metzger (* 1944), Oberbürgermeister a. D.[47]
- 2021: Peter Dick (* 1944), ehem. Vorsitzender der Vereinigung Alt-Brettheim[48]
- 2023: Ulrich Lange (* 1938), Initiator des „Festivals der guten Taten“

### Sonstige mit der Stadt verbundene Persönlichkeiten
- Klaus Wurth (1861–1948), Theologe und Kirchenpräsident der Evangelischen Landeskirche in Baden, 1906 bis 1924 Pfarrer in Bretten
- Georg Urban (1892–1976), Theologe und langjähriger Vorstand des Melanchthonvereins
- Josef Dehm (1904–1977), Erfinder und Unternehmer
- Willy Bickel (1908–1996), Heimatforscher
- Albrecht Glaser (* 1942), Politiker (damals CDU, jetzt AfD), war Erster Beigeordneter bis 1980
- Olaf Malolepski (* 1946), Schlagersänger bei den Flippers, wohnt seit 1971 in Bretten
- Peter Bahn (1953–2022), Museumsleiter und Autor zur Brettener Stadtgeschichte
- Nino de Angelo (* 1963), Schlagersänger, wohnte in Bretten
- Die Schäfer, 1990 gegründete Schlagergruppe, stammt aus Bretten